# Jüdischer Friedhof (Trzciel)
Koordinaten: 52° 22′ 40,8″ N, 15° 53′ 13,2″ O

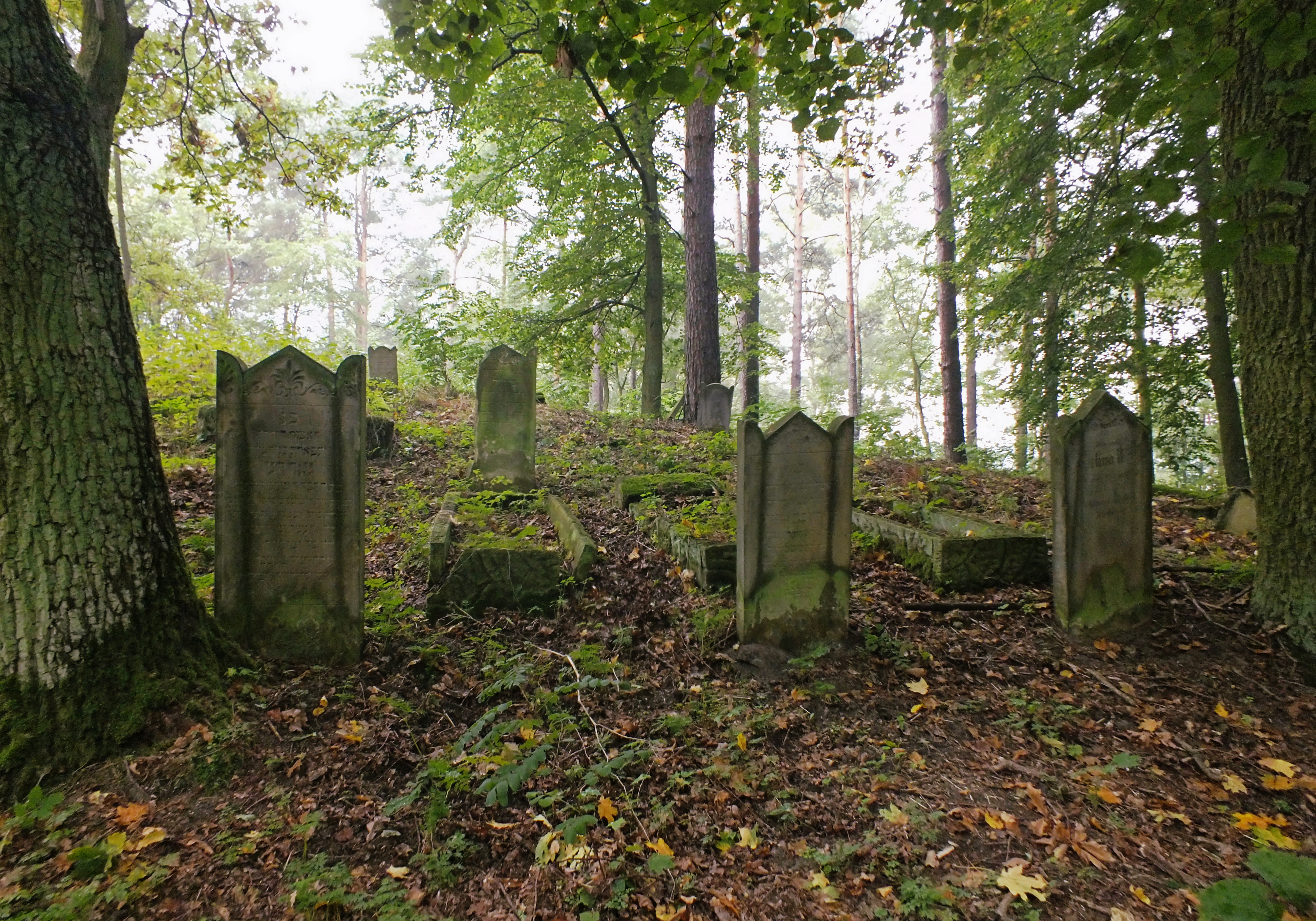
Jüdischer Friedhof in Trzciel

Der Jüdische Friedhof in Trzciel (deutsch Tirschtiegel), einer polnischen Gemeinde im Powiat Międzyrzecki (Kreis Meseritz) der Woiwodschaft Lebus, wurde in den 1770er Jahren angelegt. Auf dem jüdischen Friedhof, der auf einem Hügel am sogenannten Judensee liegt, sind nur noch wenige Grabsteine erhalten.